# Тагаверд
Тагаверд, также Тагавард (азерб. Tağaverd) — село в Ходжавендском районе Азербайджана. Является центром Тагавердского сельского административно-территориального округа.

## География
Село Тагаверд является центром Тагавердского сельского административно-территориального округа Ходжавендского района, при этом в состав этого сельского административно-территориального округа входят также и сёла Чагадюз и Зарданашен. Село расположено в предгорной местности, в 43 км к юго-западу от районного центра — города Ходжавенд, в нескольких километрах на запад от посёлка Красного Базара, который является перекрёстком дорог на юг в посёлок Гадрут, на восток в город Ходжавенд и на север в Ханкенди.

## История
В советский период на 1977 год село Тагаверд вместе с сёлами Саркисашен (ныне Чагадюз) и Зарданашен входило в состав Саркисашенского сельсовета Мартунинского района Нагорно-Карабахской автономной области (НКАО) Азербайджанской ССР, при этом село Саркисашен (ныне Чагадюз) являлось центром этого сельсовета.
2 сентября 1991 года на совместной сессии Нагорно-Карабахского областного и Шаумяновского районного Советов народных депутатов была принята Декларация о провозглашении Нагорно-Карабахской Республики в границах Нагорно-Карабахской автономной области (НКАО) и сопредельного Шаумяновского района Азербайджанской ССР.
26 ноября 1991 года Верховный Совет Азербайджанский Республики принял Закон "Об упразднении Нагорно-Карабахской автономной области Азербайджанской Республики". В этом Законе помимо упразднения Нагорно-Карабахской Автономной Области (НКАО), было постановлено также и переименование Мартунинского района в Ходжаведский. Решением Милли Меджлиса Азербайджанской Республики от 29 декабря 1992 года № 428 село Саркисашен Ходжавендского района было названо селом Чагадюз. В настоящее время село Тагаверд является центром Тагавердского сельского административно-территориального округа Ходжавендского района Азербайджана, причём в состав Тагавердского сельского административно-территориального округа входят также сёла Зарданашен и Чагадюз.
В результате Карабахского конфликта, село в начале 1990-х годов попало под контроль непризнанной Нагорно-Карабахской Республики (НКР). Согласно административно-территориальному делению непризнанной республики, село называлось Тахавард (арм. Թաղավարդ) и располагалось в составе Мартунинского района НКР. Властями непризнанной НКР село считалось разделенным на две части: верхнюю и нижнюю: верхняя часть (Верин-Тагавард) также называлось Зардарашен, а южный квартал нижней части (Неркин-Тахаварда) — Калер.
9 ноября 2020 года во время Второй Карабахской войны Президент Азербайджана Ильхам Алиев объявил о восстановлении контроля над селом Вооружёнными силами Азербайджана. До сентября 2023 года в половине села были армянские силы непризнанной НКР — согласно Трёхстороннему Заявлению в ночь с 9 по 10 ноября 2020 года, подписанному по итогам Второй карабахской войны, эта часть тогда перешла под контроль Российских миротворческих сил.
В результате боевых действий в сентябре 2023 года Азербайджан восстановил свой контроль над всем Ходжавендским районом.

## Достопримечательности
В селе расположено много достопримечательностей. В нижней части села, на дороге, ведущей в село Шехер, находится полуразрушенная церковь Бордаондж, окруженная двойной каменной оградой. В селе также находится церковь Сурб Аствацацин XIX века. В верхней части села имеется построенная жителями села в XIX веке церковь[уточнить]. На холме ниже Калера стоит небольшая церковь Чиравуш, в стены которой вставлено множество хачкаров с надписями, датированными 1604 и 1645 годами. В полукилометре от села находится церковь XVII—XVIII веков, на стенах которой сохранилась запись основателя:

Я, … Григорис построил церковь Тахварда при епископстве Амирбека.

В селе есть место паломничества — плита с изображением креста — Патанц-хач. К ней в древности обращались с молитвами о дожде или о солнечной погоде. В 5 км к юго-востоку от села на вершине лесистого холма расположена крепость Хин-Хала. В селе также имеются скальные жилища и землянки, курганные холмы, многочисленные памятники-родники.
В советский период в селе был поставлен в честь погибших соотечественников в Великой Отечественной войне.

## Население
Согласно Кавказскому календарю на 1910 год, население села к 1908 году составляло 1859 человек, в основном армян. В 1911 году — 1769 человек, также преимущественно армяне.
По состоянию на 1 января 1933 года в селе проживало 1877 человек (450 хозяйств), все — армяне.

## Экономика
В советский период жители села занимались виноградарством, зерноводством, животноводством и овощеводством, в селе были средняя школа, клуб, библиотека, медицинский пункт.